# Greatest Hits (Richard Marx)
| Recensione | Giudizio |
| ---------- | -------- |
| AllMusic   | [ 5 ]    |

Greatest Hits è una raccolta del cantante statunitense Richard Marx. Pubblicata nel tardo 1997, segnò la conclusione del rapporto lavorativo tra Marx e la Capitol Records. La raccolta contiene il brano inedito Angel's Lullaby.

## Tracce
1. Don't Mean Nothing (Marx/Bruce Gaitsch) - 4:42
2. Endless Summer Nights (Marx) - 4:32
3. Now and Forever (Marx) - 3:34
4. Should've Known Better (Marx) - 4:12
5. Angelia (Marx) - 5:18
6. Hold On to the Nights (Marx) - 5:14
7. Angel's Lullaby (Marx) - 3:58
8. Take This Heart (Marx) - 4:11
9. Satisfied (Marx) - 4:14
10. Until I Find You Again (Marx) - 4:25
11. Hazard (Marx) - 5:17
12. The Way She Loves Me (Marx) - 4:15
13. Keep Coming Back (Marx) - 6:49
14. Children of the Night (Marx) - 4:44
15. Touch of Heaven (Marx) - 4:52
16. Right Here Waiting (Marx) - 4:23

## Classifiche
| Classifica (1997-2021) | Posizione massima |
| ---------------------- | ----------------- |
| Grecia                 | 66                |
| Norvegia               | 2                 |
| Nuova Zelanda          | 18                |
| Regno Unito            | 34                |
| Stati Uniti            | 140               |
| Svezia                 | 13                |

## Curiosità
- L'edizione giapponese della raccolta contiene due tracce bonus: Slipping Away e Thanks to You.
- L'album è dedicato a Dick Marx, il padre di Richard scomparso quell'anno.